# Proculi
La famiglia Proculi (nelle fonti anche Proculo, Progulo o Proclo, in croato il nome è reso anche come Prokulo o - più di recente - Proklečić) fu una famiglia nobile della Repubblica di Ragusa.

## Storia
Le origini dei Proculi non sono certe, ma secondo un'antica tradizione essi si sarebbero trasferiti a Ragusa dall'interno del sud della Dalmazia - più precisamente dalla regione che in antico si chiamava Hum (nelle fonti anche Chelmo o Chelmia). Il cognome deriva dal nome proprio Proculus, frequente nell'Italia settentrionale e centrale.
Fra il 1440 e il 1640 i Proculi contarono 18 membri del Maggior Consiglio, pari all0 0,82% sul totale. In questi duecento anni, ottennero anche 27 cariche senatoriali (0,83%), 15 volte la qualifica di Rettore della Repubblica (0,63%), 25 membri del Minor Consiglio (1,15%) e 10 Guardiani della Giustizia (1,22%).
L'Almanacco di Gotha non li enumera fra le famiglie del più antico Patriziato Sovrano Originario della Repubblica ancora residenti in città alla metà del XIX secolo, in quanto il ramo principale della famiglia si estinse nel 1778 con la morte di Nicola Stefano (Nikola Stjepan) Proculi.

## Personalità notabili (in ordine cronologico)
La famiglia Proculi non contò fra i propri membri dei personaggi particolarmente illustri, anche se fra il XV e il XVII secolo sono ricordati alcuni Proculi, ricchi mercanti.